# Inés Duarte, secretaria
Inés Duarte, secretaria es una telenovela venezolana producida y transmitida por Venevisión en el año 1990. Es protagonizada por Amanda Gutiérrez y Víctor Cámara y con las participaciones antagónicas de Rebeca Costoya y Luis Gerardo Núñez.
La telenovela está escrita por Alicia Barrios (aunque, en realidad, es una versión muy libre de la telenovela de Delia Fiallo Buenos días, Isabel de 1980).

## Sinopsis
Inés es la secretaria perfecta soñada por cualquier ejecutivo. Es inteligente, eficiente y completamente fiable, aunque introvertida e insignificante. Su estricta madre contribuyó a su baja autoestima, por lo que no cree ser atractiva ante los hombres.
A pesar de eso, se enamora de su jefe, un millonario que intenta criar a cuatro jóvenes hijos por su cuenta, que está muy ocupado como para darse cuenta de lo que sucede con su secretaria.
Inés hará muchas cosas y tendrá que soportar muchas otras para mantener feliz a su jefe y su familia, como ser una madre sustituta, amiga del hermano de su jefe, el cual está traumatizado y tiene problemas con su psicóloga, los problemas que genera tener una hermana presa, su madre absorbente y muchos obstáculos a los que se enfrentará la ayudarán a mejorar su imagen personal para consigo misma, ayudándola a desarrollarse en una mujer hacia la que su jefe se verá atraído.
Pero la cuñada de este obstaculiza las cosas idealizando a su hermana "muerta", haciendo que nadie la olvide para seguir manteniendo su lugar en la casa.
Hay mucha emoción y suspenso en la trama mientras se va desarrollando, pues en un momento en que ella parecía haber logrado sus sueños, debido a intrigas de una inesperada mujer, pierde todo, el apoyo de los que amaba, su credibilidad y hasta su libertad.

## Elenco
- Amanda Gutiérrez - Inés Duarte
- Víctor Cámara - Andrés Martán
- Mariano Álvarez † - Carlos Javier Martán
- Rebeca Costoya - Raquel Mendible
- Carolina López - Laura de Martán
- Eva Blanco - Regina Duarte
- Chony Fuentes - Lucrecia Martán
- Agustina Martín † - Victoria Martán
- Judith Vásquez - Samantha Campeche
- Helianta Cruz - Virginia Duarte
- Mauricio González - Santiago Luján
- Luis Gerardo Núñez - Roberto Suárez
- Andreína Sánchez - Adriana Silver
- Javier Díaz † - José María Quick
- Sandra Juhasz - Zuleika Torres
- Bárbara Mosquera - Amelia Ferro
- Ricardo García - Cornelio Guevara
- Aidita Artigas † - Tomasa Saldivia
- Chumico Romero - Brígida
- Marcelo Rodríguez - Nico Gámez
- Carolina Cristancho - Pamela Higuero
- Nancy González - Agustina Termini
- Luis Malavé - Hermes Evano
- Luisa Castro  - Fotógrafa
- Marco A. Casanova - Aníbal Sánchez
- Ricardo Blanco † - Osman Silver
- Henry Salvat † - Robert Bracho
- Juan Carlos Vivas - Andrés Eloy Martán Jr.
- Rossana Termini - Elisa Martán
- Asdrúbal Blanco - David Martán
- Veruska García - Laura Eloísa "Laurita" Martán
- Jennifer Rodríguez- Diana
- Emiliano Urdaneta - Ulises Alvarado
- Vilma Otazo - Gabriela Azcárate
- Ivette Planchart - Natalia Quesada
- David Bermúdez - Santiago Toro
- María A. Avallone - Carolina Torres
- Yelitza Hernández - Sonia
- Carolina Perdigón - María Lucía Duarte
- Elisa Rigo - Enriqueta
- Carlos Arroyo - Rufina Erasmo
- Eduardo Serrada - "El Chino"
- Miguel David Díaz - Felipe "El chofer de Andrés Martán"
- Viviana Sáez - Bianca
- Yomaly Almenar - Sabrina de Ferro
- Rafael Romero
- María Elena Heredia - Nela
- Elisa Rigaud - Paloma
- Luis Aular
- Winston Vallenilla
- Elizabeth Morales - Anaís Angulo
- Juan Galeno †
- Enrique Cedeño †
- Catherine Sperka
- Silvia Decid
- Enrique Oliveros † - Méndez
- Carmelo La Pira
- Verónica Arellano
- José González
- Ricardo Meza †
- Sara Boidi
- Roberto Jeitani
- Ivanna Brey
- Luisa Bravo
- Luis Ramírez
- Sandra Gil
- Eloy Sánchez
- José Sánchez
- Mailing González
- Luzmila Martínez
- Ángel Urdaneta
- Franco Termini
- Patricia Marball
- Soledad Ortega
- María Ortega
- Jorge Rivas  "" Seguridad Martán ""
- Milton Quero
- Luis Maestre
- Silvestre Chávez †
- Cinthia Moreno
- Alberto Winter
- Harry Sánchez
- Maritza Arboleda
- José Rivas
- Gregory Cartier
- Moisés Ramírez
- Vicky Franco †
- Emiliano Molina
- Carlos Arreaza
- Antonio Brelio †
- Marcelo Romo † - Ángel Termini
- Aura Elena Dinisio - Irma
- Richard Bazán

## Temas Musicales
- "Todo es un Círculo" - Interpretado por Melissa
- "Piel Adentro" - Interpretado por Ricardo Montaner

## Versiones
- La primera versión, y original, se llamó Buenos días, Isabel, realizada en 1980 por la cadena Venevisión, protagonizada por Flor Núñez y José Bardina.
- La televisora mexicana TV Azteca hizo una versión de esta telenovela en 2008 bajo el nombre de Secretos del alma protagonizada por Ivonne Montero y Humberto Zurita.

- La cadena Venevisión realiza una nueva versión en el 2015 el cual nombre de la Novela sería Amor secreto, protagonizada por Miguel de León y la actriz colombiana Alejandra Sandoval, en formato de Alta definición.[1][2]